# Woudenberg
Woudenberg es un municipio y una localidad de la Provincia de Utrecht de los Países Bajos.